# Scott Frandsen
Pour les articles homonymes, voir Frandsen.
Scott Frandsen, né le 21 juillet 1980 à Kelowna (Canada) est un rameur canadien.
Il obtient la médaille d'argent olympique en 2008 à Pékin en deux sans barreur homme.